# مسجد حمام الرميمي
مسجد حمام الرميمي هو مسجد من مساجد تونس، يقع بالحلفاوين بالرّبض الشّمالي لمدينة تونس.

## الموقع
يقع بنهج حمّام الرّميمي بين باب الخضراء وباب سويقة.

## التّسمية
استمدّ تسميته من حمّام الرّميمي الذي يقع بقربه، والذي تأسّس سنة 1245 وقد أسّسه محمّد الرّميمي القادم من ألمرية  في العهد الحفصي.

## التّاريخ
تمّ بناؤه سنة 1781 في العهد الحفصي.

## معرض الصّور

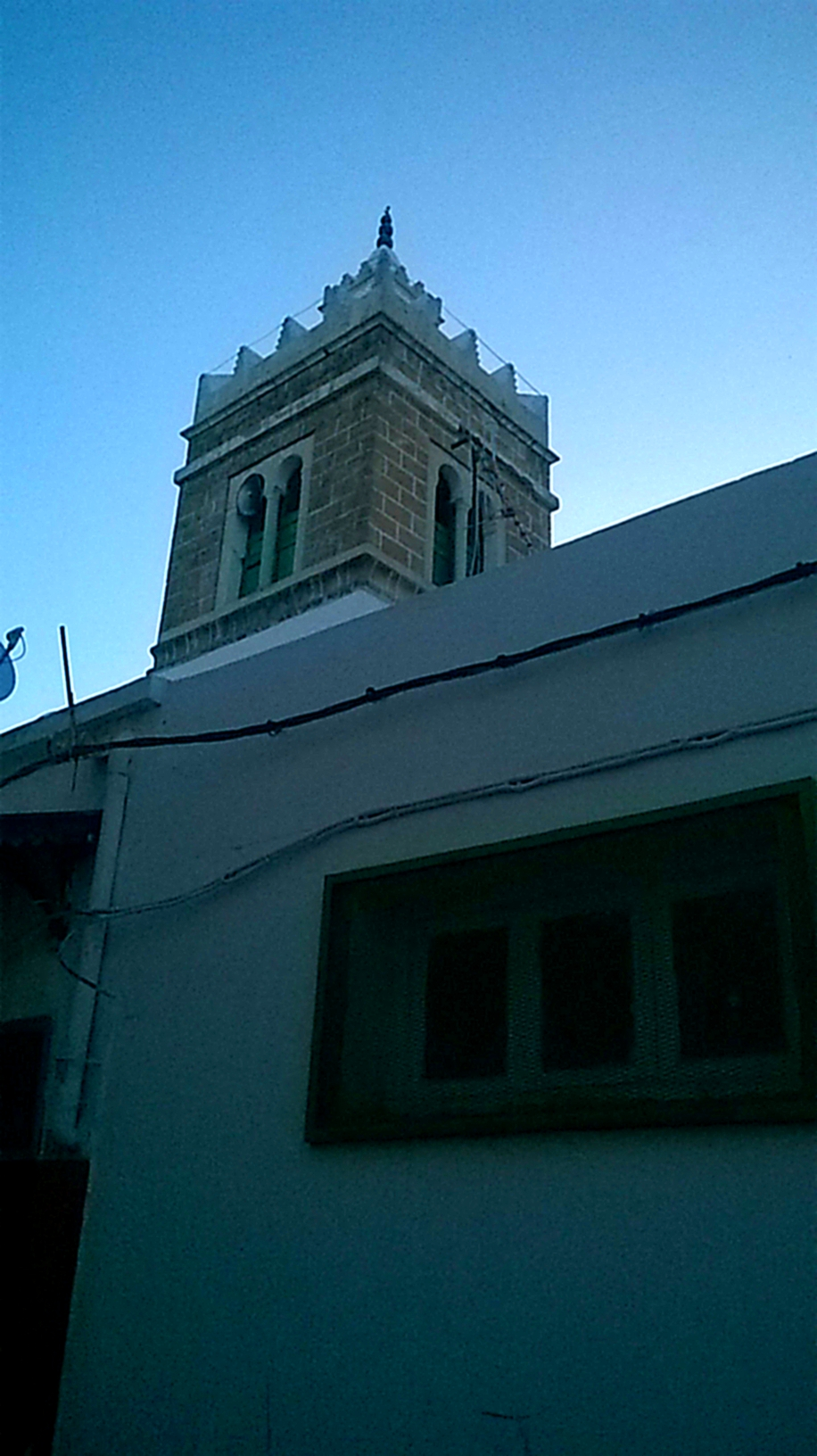
مئذمة المسجد
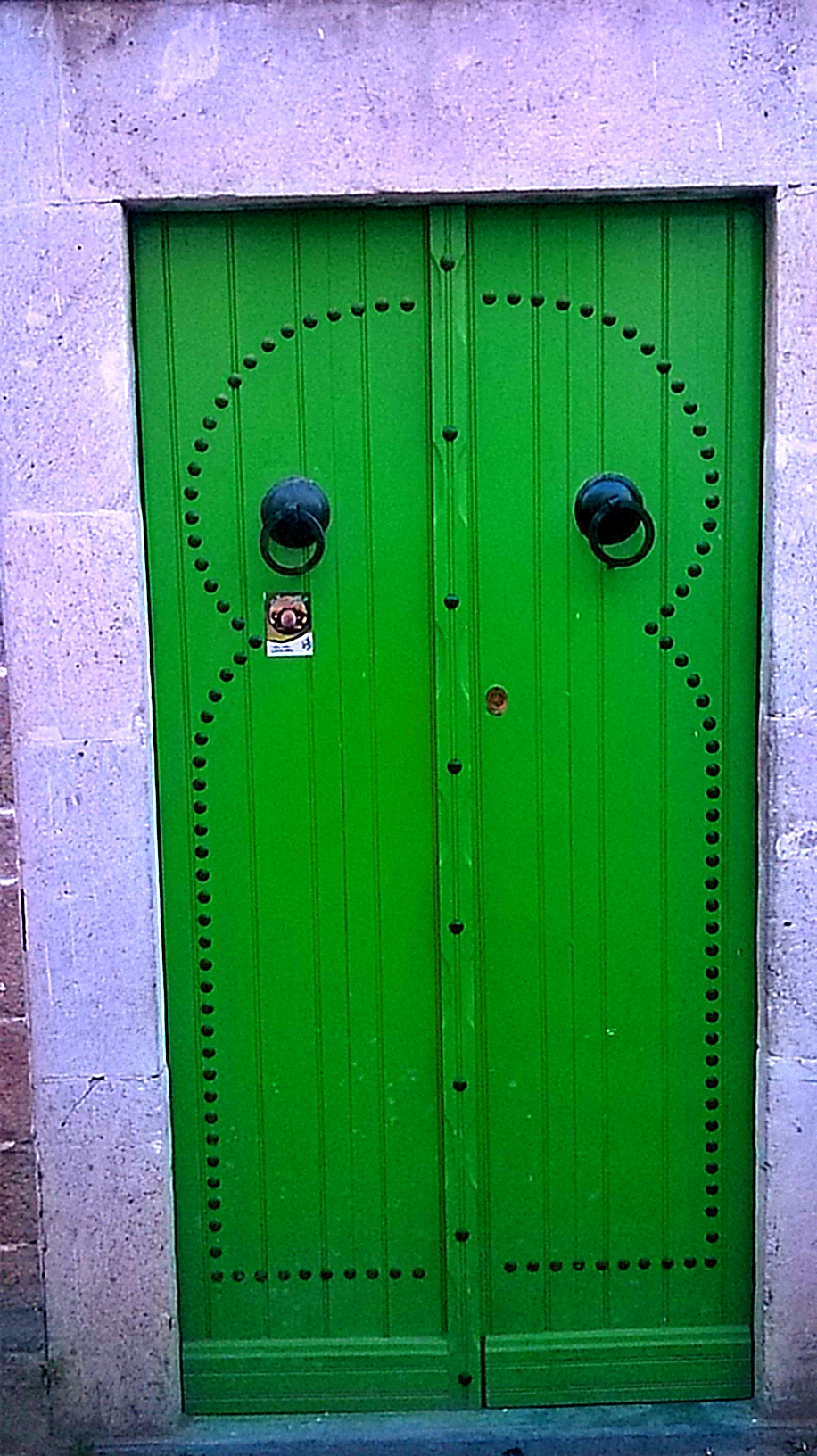
مدخل المسجد
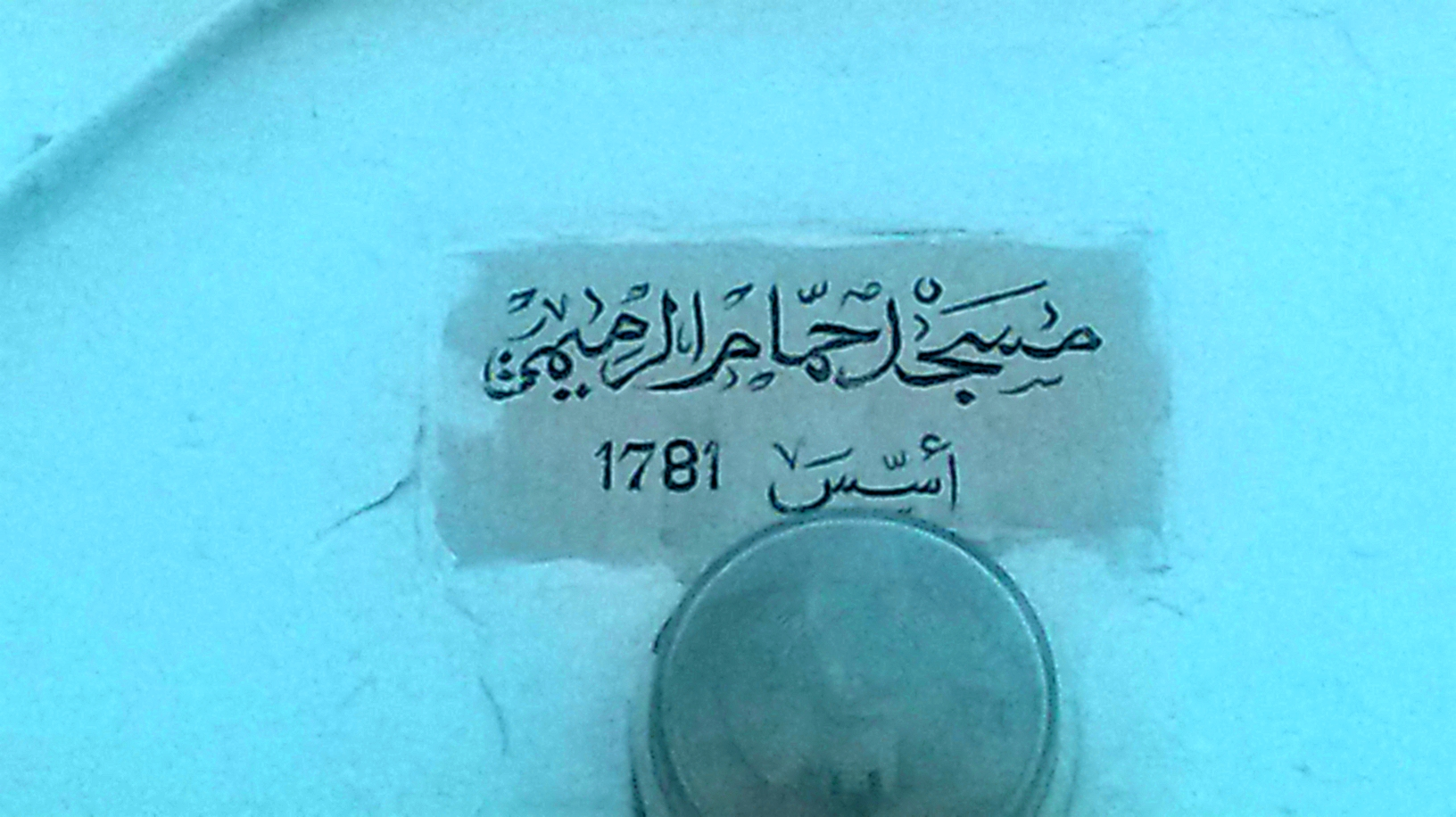
لوحة كتب عليها تاريخ تأسيس المسجد